# Labruja
Labruja es una freguesia portuguesa del concelho de Ponte de Lima, con 16,73 km² de superficie y 482 habitantes (2001). Su densidad de población es de 28,8 hab/km².

## Galería

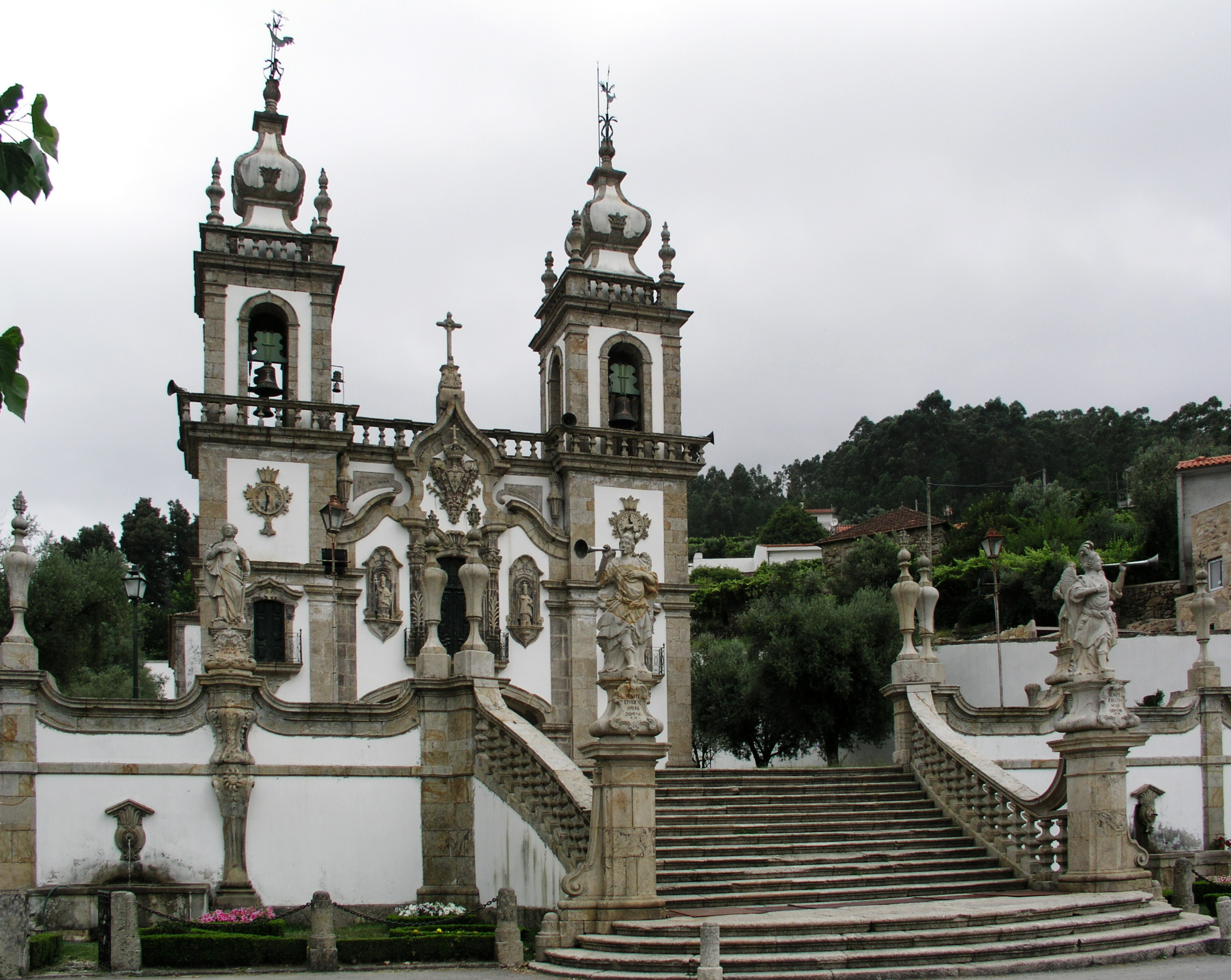
Mosteiro Nossa Senhora do Socorro